# Наутіз
Наутіз (англ. Nautiz) — десята руна германського Старшого (першого) Футарка. Відповідник кириличній літері Н (або латиничній N). Перше значення руни — необхідність.
Пряме примордиальне значення: затримки, обмеження. Спротив, що веде до збільшення, наростання, новизни. Вогонь, самовпевненість. Біда, непорядок, конфлікт і сила волі, для подолання цих негараздів. Виживання, витривалість. Період проявляння терпіння, визнання сили долі. Зміни спровоковані самотужки. Зіткнення з власними страхами.
Протилежне до нього примордиальне значення: обмеження свободи, біди, поневіряння, тяжка робота, слабкість. Потреба, необхідність, крайнощі, голод, бідність, емоційний голод.